# 栃木県道308号那須野が原公園線

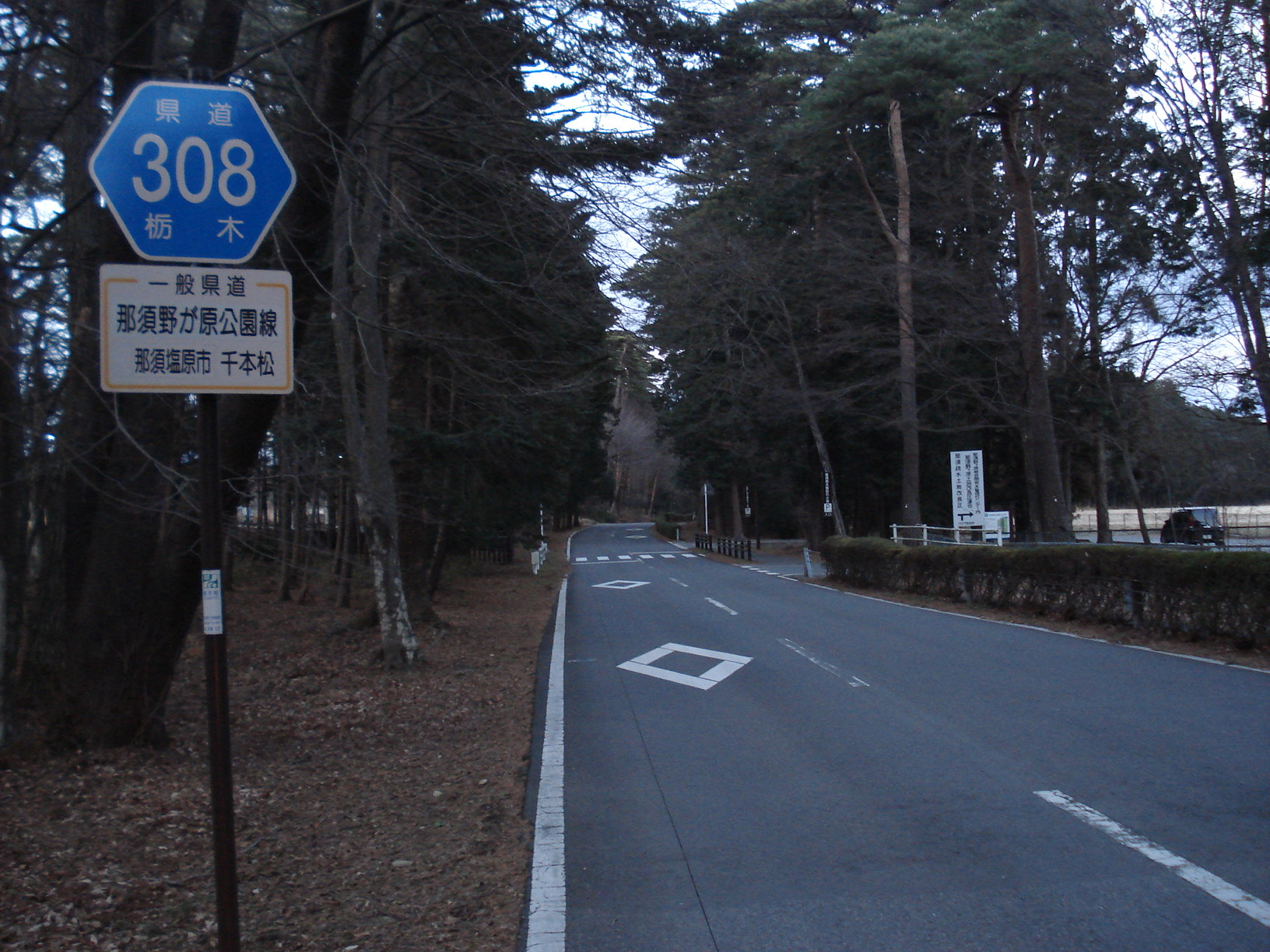
那須塩原市千本松

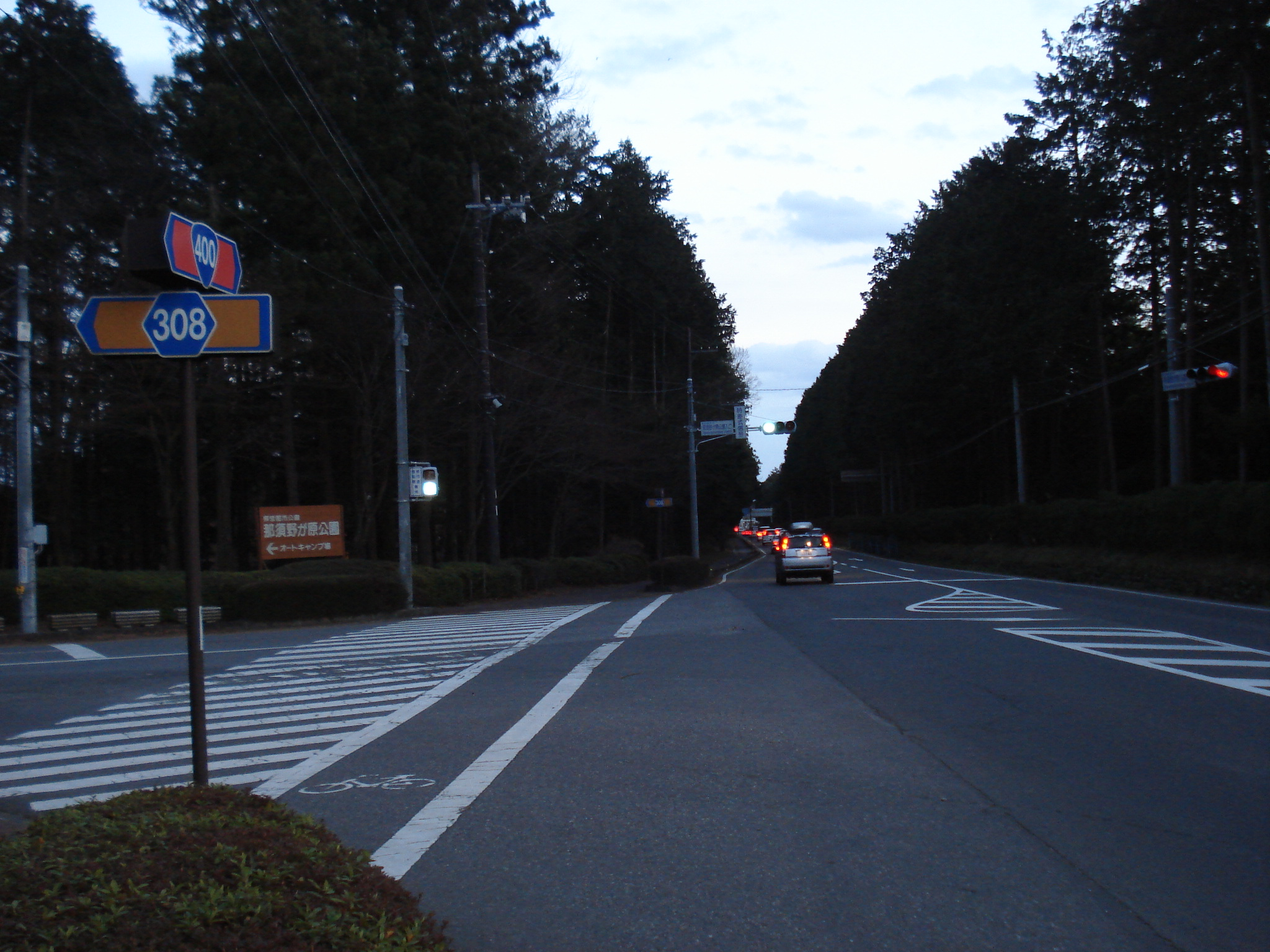
終点（那須野が原公園入口交差点）

栃木県道308号那須野が原公園線（とちぎけんどう308ごう なすのがはらこうえんせん）は、栃木県那須塩原市内を通る一般県道である。
2008年（平成20年）3月31日までは栃木県道308号県北大規模公園線であった。

## 路線概要
- 指定：1986年（昭和61年）4月1日
- 距離：1.234km
- 起点：栃木県那須塩原市千本松
- 終点：栃木県那須塩原市千本松（国道400号交点）

## 沿線施設
- 栃木県那須野が原公園

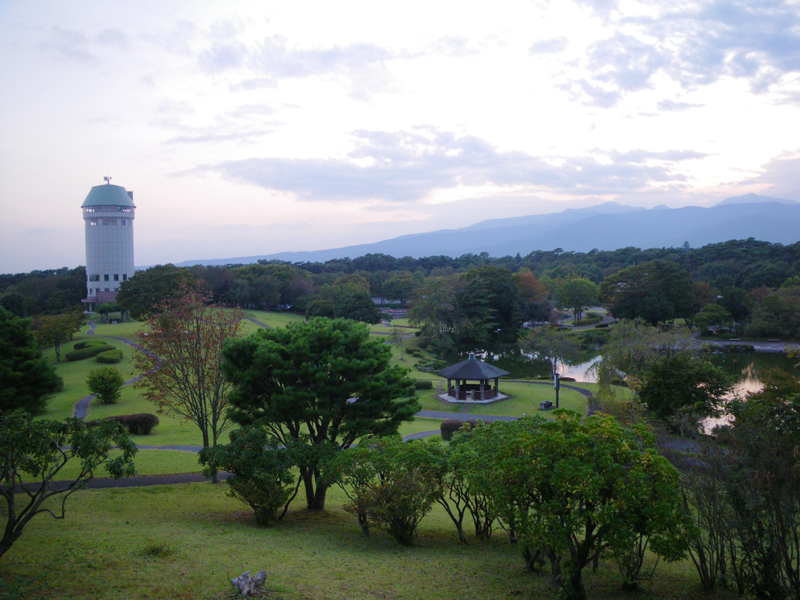
那須野が原公園